# The Cool Kids
The Cool Kids – amerykański duet hiphopowy, w skład którego wchodzą Mikey Rocks i Chuck Inglish. Ich pierwsze utwory ukazywały się tylko na ich oficjalnym profilu na portalu MySpace. W 2008 podpisali kontrakt z wytwórnią Chocolate Ind.

## Historia
Członkowie The Cool Kids spotkali się w 2005, kiedy Mikey (właściwie Antoine Reed) usłyszał na portalu MySpace bit stworzony przez Chucka (właściwie Evan Ingersoll). Po założeniu zespołu postanowili, że ich muzyka będzie inspirowana tzw. złotymi latami hip-hopu, a zwłaszcza twórczością duetu Eric B. & Rakim.
Początkowo ich utwory pojawiały się tylko na ich profilu w portalu MySpace. Zainteresowała się nimi wytwórnia Chocolate Ind. i podpisała z nimi kontrakt. 
Do tej pory wydali pięć albumów: The Bake Sale (wydana wyłącznie na prośbę fanów), That's Stupid! The Mixtape, Gone Fishing, Merry Christmas oraz ''Tacklebox. Na 2010 zapowiedziana jest ich debiutancka, legalna płyta When Fish Ride Bicycles.

## Dyskografia
Albumy studyjne
- When Fish Ride Bicycles (2011)

EP
- The Bake Sale (2008)

Mixtape'y
- That's Stupid! The Mixtape (2008)
- Gone Fishing (2009)
- Merry Christmas (2009)
- Tacklebox (2010)

Single
- "Black Mags" (2007)
- "Delivery Man" (2008)

Teledyski
- "Black Mags"
- "Delivery Man"
- "Pennies"
- "Knocked Down"
- "Tires"
- "Free Throws"
- "We Can Do It Big"